# Karahkasaaret
Karahkasaaret är en ö i Finland. Den ligger i sjön Pyhäjärvi och i kommunen Nokia i den ekonomiska regionen Tammerfors och landskapet Birkaland, i den södra delen av landet, 160 km nordväst om huvudstaden Helsingfors. Öns area är 2,7 hektar och dess största längd är 250 meter i sydöst-nordvästlig riktning.  Notera att namnet antyder att det är fråga om flera öar.